# Incidente Shishigatani
O Incidente Shishigatani (鹿ケ谷事件, Shishigatani jiken) ocorrido em junho de 1177 foi um levante fracassado contra o governo de Taira no Kiyomori na história do Japão . A conspiração foi descoberta, e os seus autores presos e punidos antes que qualquer parte do plano fosse posta em ação  .
O incidente também é conhecido como Shishigatani no Inbō (鹿ケ谷の陰謀) e por Conspiração Shishigatani. O nome deriva do local onde os conspiradores se encontraram, uma casa de montanha que pertence a Joken Hoin , no Vale do Shishi ( Shishigatani ) na região de Higashiyama em Quioto .

## Pano de fundo
Esta é a mais famosa de uma série de conspirações e levantes contra Kiyomori. Kiyomori subiu rapidamente ao poder em 1160, após a Rebelião Heiji passando a dominar com mãos de ferro a Corte Imperial, aproveitando-se de sua posição para instalar sua própria família nos mais altos cargos da Corte e arranjando casamentos com membros da família imperial. Em uma série de ocasiões se opôs ao  Imperador em clausura Go-Shirakawa e ao Clã Fujiwara .

## Incidente
Fujiwara no Narichika , seu filho Fujiwara no Naritsune , Saiko (nome religioso de Fujiwara no Moromitsu ), Taira no Yasuyori (um tenente da polícia imperial), Tada no Kurando Yukitsuna (um Genji da Província de Settsu, descendente de Minamoto no Mitsunaka), e o monge Shunkan, juntamente com outros, se reuniam, em uma pequena casa de campo em Shishigatani, para conspirar contra Kiyomori e os Taira .
Mas, Tada Yukitsuna era um espião de Kiyomori que denunciou a conspiração. Saiko, foi exaustivamente interrogado e torturado com varas de bambu, confessando tudo. Foi forçado a escrever a confissão e por seu carimbo, depois disso Kiyomori o levou para a estrada Sujaku e o decapitou, irritando grupos monásticos que já se opunham à sua autoridade secular considerável. Shunkan, Yasuyori, e Naritsune foram exilados para uma ilha remota ao sul de Kyushu chamada Ilha Kikai onde Shunkan morreu a caminho .
Um dia antes de Saiko ser decapitado, o Dainagon Narichika fora chamado à presença de Kiyomori, onde foi colocado em confinamento por um vassalo de Kiyomori, Moritoshi, filho de Taita Morikumi e exilado para província de Bizen, mas depois de ter sido privado de comida por sete dias e em decorrência a um mal estar incomparavelmente forte, morreu de repente durante a viagem .
Kiyomori, em seguida, acusou Go-Shirakawa, como tendo conhecimento da trama, apreendeu uma série de mansões pertencentes aos Fujiwara, e demitiu um grande número de funcionários da corte, incluindo o Kanpaku Fujiwara no Motofusa. E preencheu os cargos vagos com membros de sua própria família .